# Stand Back
Stand Back – piąty singel amerykańskiej wokalistki Stevie Nicks promujący drugą solową płytę artystki, The Wild Heart (1983). Utwór osiągnął 5. miejsce listy przebojów Billboard Hot 100 dnia 20 sierpnia 1983.
Utwór został zainspirowany piosenką Prince'a, "Little Red Corvette", który Nicks usłyszała w radiu. Po napisaniu "Stand Back" Stevie zadzwoniła do Prince'a z pytaniem, czy nie chciałby zagrać w jej nowym utworze. Artysta w pięć minut nagrał ścieżkę syntezatorową piosenki.